# Histoire d'Orléans au XIXe siècle

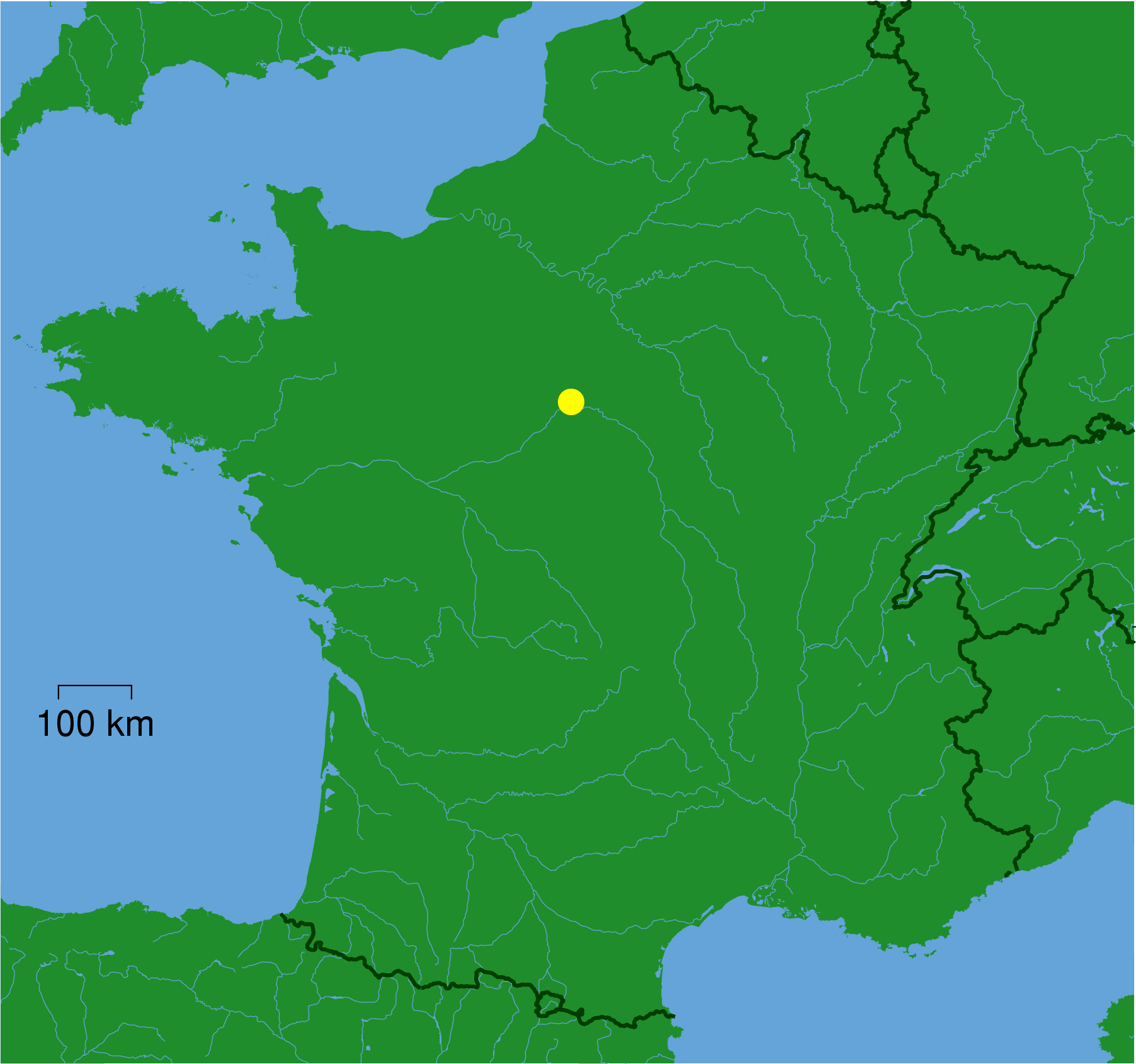
Orléans (point jaune), sur une carte de France

Histoire d'Orléans au XIXe siècle présente les grands événements survenus dans le courant du XIXe siècle dans la ville française d'Orléans (Loiret).
Cette période commence par l'installation du Consulat (1799) puis du Premier Empire (1814) et se termine par la mise en place des institutions de la Troisième République à partir de 1870.
Au XIXe siècle, la ville connaît des transformations urbaines importantes et son économie est florissante.

## Évolution politique

### Consulat (1799-1804)
La Révolution avait bouleversé le système d'enseignement : l'université avait été fermée en 1793. Une école centrale, ouverte le 11 novembre 1797, la remplace partiellement ; elle enseigne le droit, les sciences, langues et les beaux-arts.. L'enseignement primaire, tenu par des congrégations religieuses, est réduit à la clandestinité par les persécutions contre le Clergé réfractaire ; les nouvelles écoles publiques sont lentes à se mettre en place. Les sœurs de la Sagesse sont les premières à rouvrir publiquement leurs classes en octobre 1801. Le régime du Consulat instauré par Napoléon Bonaparte par le coup d'État du 18 brumaire (8 novembre 1799) est bien accueilli par les notables qui se sentent rassurés et c'est sans difficulté que le député Jean-Charles Vacher de Tournemire, envoyé de Paris, fait proclamer la nouvelle Constitution le 17 décembre 1799. Le premier consul a suffisamment confiance dans les autorités locales pour laisser passer quatre mois avant de véritablement installer son régime dans la ville d’Orléans. À ce moment, Jean Philibert Maret est le premier préfet du Loiret et arrive à Orléans en 1800. Le concordat de 1801 rétablit la paix religieuse : Étienne-Alexandre Bernier, ancien aumônier royaliste de la révolte vendéenne, est nommé évêque d'Orléans en 1802. Il restaure la cathédrale et réintègre les reliques cachées pendant les années révolutionnaires. Les religieuses infirmières sont rétablies à l'Hôtel-Dieu. La fête de Jeanne d'Arc est célébrée le 8 mai 1803 après dix ans d'interruption. La statue de Jeanne d'Arc par Gois est élevée sur la place du Martroi le 8 mai 1804. L'évêché fournit plusieurs prêtres enseignants pour le nouveau lycée qui remplace l'école centrale. Après les sœurs de la Sagesse, les autres congrégations enseignantes, ursulines, visitandines, dames du Calvaire, frères de la Doctrine chrétienne rouvrent leurs écoles entre 1803 et 1806.

### Premier Empire (1804-1814)
La nouvelle université d'Orléans ouvre par décret impérial le 21 mai 1809 ; l'académie d'Orléans couvre les départements d'Indre-et-Loire, du Loir-et-Cher et du Loiret .
En février 1814, Orléans, clé du marché parisien des céréales, est menacée par les armées de la Sixième Coalition. Le 18 février, une avant-garde de cosaques est repoussée par la troupe et la Garde nationale à Saint-Jean-de-Braye pendant que le préfet, l'administration et les notables se réfugient à Beaugency. Le 4 avril 1814, la ville reçoit la nouvelle de l'abdication de Napoléon et de la restauration des Bourbon. Les autorités se rallient au nouveau régime.

### Première Restauration (1814-1815)
Orléans reçoit de nombreux blessés de la campagne de France. À partir du 30 avril 1814, une épidémie se déclare. Alexandre-Daniel de Talleyrand-Périgord, neveu du ministre, est nommé préfet du Loiret. Les fonctionnaires reviennent de Beaugency et le maire Crignon-Désormeaux affirme que les « vœux secrets de son cœur appelaient depuis quinze ans Louis XVIII sur le trône de la France ». À son exemple, la plupart des notables se redécouvrent une longue fidélité royaliste et prêtent serment au souverain. Cependant, en mars 1815, l'annonce du retour de Napoléon de l'île d'Elbe sème le désarroi parmi les notables. « L'usurpateur » est proclamé hors-la-loi et le maréchal Gouvion-Saint-Cyr envoyé à Orléans pour rassembler des troupes contre lui mais il ne peut empêcher la plupart des soldats d'afficher leur fidélité à Napoléon : le 10 mars 1815, lors d'une revue militaire sur le Mail, ils se soulèvent, brisent la barrière et marchent pour le rejoindre sur la route de Paris. Le 18 mars, le théâtre joue Brutus et le juge Petit-Lafosse, révoqué par les Bourbon, entonne la Marseillaise aussitôt reprise par la foule.

### Cent-Jours (1815)
Le 21 mars 1815, Napoléon installe officiellement son gouvernement à Paris et commence à changer les cadres de l'administration. Le 24 mars, le préfet royal Talleyrand quitte Orléans pour se retirer à quelque distance. Le lendemain, le drapeau blanc est retiré de l'hôtel de ville. L'avocat Pierre Thomas Le Roy de Boisaumarié est nommé à la préfecture et, le 13 mai, la fête de Jeanne d'Arc donne lieu à une séance solennelle du conseil municipal renouvelé. Le 5 juin 1815, le général Balthazard Grandjean est nommé maire d'Orléans.
Cependant, la défaite de Waterloo, connue à Orléans le 21 juin 1815, entraîne la chute du régime impérial. Le maréchal Davout, ministre de la Guerre de Napoléon, s'établit au château de la Source au sud de la Loire, rassemble une « armée de la Loire » de 10 000 hommes, imprime des proclamations et appelle en vain à organiser la résistance. Orléans reçoit de nombreux blessés de guerre. Davout ne dépose les armes que le 14 juillet 1815 (certains auteurs datent cette reddition du mois d'août).

### Seconde Restauration (1815-1830)
L'armée prussienne occupe Orléans. Le général Friedrich August Ludwig von der Marwitz, dans une proclamation, rappelle que la ville n'avait jamais été occupée jusque-là. Si les notables, de nouveau ralliés à Louis XVIII, font bonne figure aux Alliés, les incidents et même les meurtres deviennent fréquents. L'occupant prélève une contribution de 600 000 francs, prend des otages, et des rixes opposent les soldats français en cours de démobilisation aux militaires prussiens, remplacés en septembre 1815 par les Bavarois.
Après la seconde restauration des Bourbon, le changement de régime de l'été 1815 donne lieu à une purge de l'administration française : tous ceux qui ont prêté serment à Napoléon pendant les Cent-Jours sont révoqués. Le 22 février 1816, la préfecture organise un grand bûcher des symboles du régime napoléonien : 125 drapeaux tricolores, des tableaux et bustes de Napoléon, des cachets, boutons d'uniforme marqués des insignes républicains ou impériaux sont brûlés sur la place du Martroi.
Le musée des Beaux-Arts, fermé pendant plusieurs années, rouvre en 1823 ; plusieurs salles sont consacrées au musée d'histoire naturelle qui n'aura ses propres locaux qu'en 1862. Le grand séminaire ouvre en 1824. Le 8 mai 1829, le quatrième centenaire de la victoire de Jeanne d'Arc voit l'inauguration de la nef et du portail restaurés de la cathédrale.
Les dernières années de la Restauration sont marquées par une vague d'anticléricalisme : les autorités civiles et religieuses signalent un état d'esprit hostile aux congréganistes, aux apostoliques et aux jésuites. Le dimanche pendant la messe, la fanfare de la Garde nationale joue des airs à boire devant la cathédrale. Lors de la révolution de 1830, plusieurs croix de mission érigées dans les années 1820 sont sciées par les habitants.

### Monarchie de Juillet (1830-1848)
À Orléans, la Révolution de 1830 est bien accueillie. Le général Roche reçoit les pleins pouvoirs, par le nouveau gouvernement. Il met en place une commission municipale composée de bourgeois et présidée par Hême. Le changement de régime est validé par les élections législatives de juillet 1830. La nouvelle de son succès déclenche le 1er août 1830 de véritables manifestations d'enthousiasme : la cocarde et le drapeau tricolore fleurissent un peu partout, notamment à la mairie d'Orléans et à la préfecture du Loiret où convergent les manifestations. Pendant les soirées, un cortège parcourt la ville aux cris de « Vive la liberté, vive le lieutenant-général », titre alors porté par le duc d'Orléans qui deviendra bientôt Louis-Philippe 1er.
La révolution est alors terminée, mais elle n'est pas unanimement approuvée car certains ne sont pas satisfaits d'avoir chassé un roi pour en récupérer un autre. Une propagande bonapartiste se développe dans la ville. L'opposition qu'on qualifie de gauche et qui proteste contre ce nouveau roi, se dresse face la droite conservatrice qui est qualifiée de légitimiste.
La mise à la retraite de nombreux fonctionnaires et militaires, fidèles au régime déchu de Charles X, contribue au développement de l'économie rurale car ils reviennent dans leurs châteaux pour s'occuper de leurs propriétés agricoles et forestières, notamment en Sologne. 
Le choléra de 1832 fait plus de 700 morts à Orléans. En octobre 1846, une crue de la Loire vient inonder les rives du fleuve.

### Deuxième République (1848-1852)
Malgré les difficultés économiques, en mars 1848, des politiques apparaissent, plusieurs partis se font face et les élections approchent à grands pas. Le parti conservateur de la Société démocratique (popularis societatis) fait face au comité central du Loiret. La droite, menée par Jacques Pierre Abbattucci et Jacques de Roger, entreprend de facto une campagne active. De plus, la Société des Droits de l'Homme, apparue à Orléans après la Révolution de 1789, trouve dans la région des récepteurs aux idées démocratiques. Après les élections à Paris des émeutes se répercutent à Orléans ; la Garde Nationale et un bataillon d'armée sont mobilisés pour contenir la population.[réf. nécessaire]

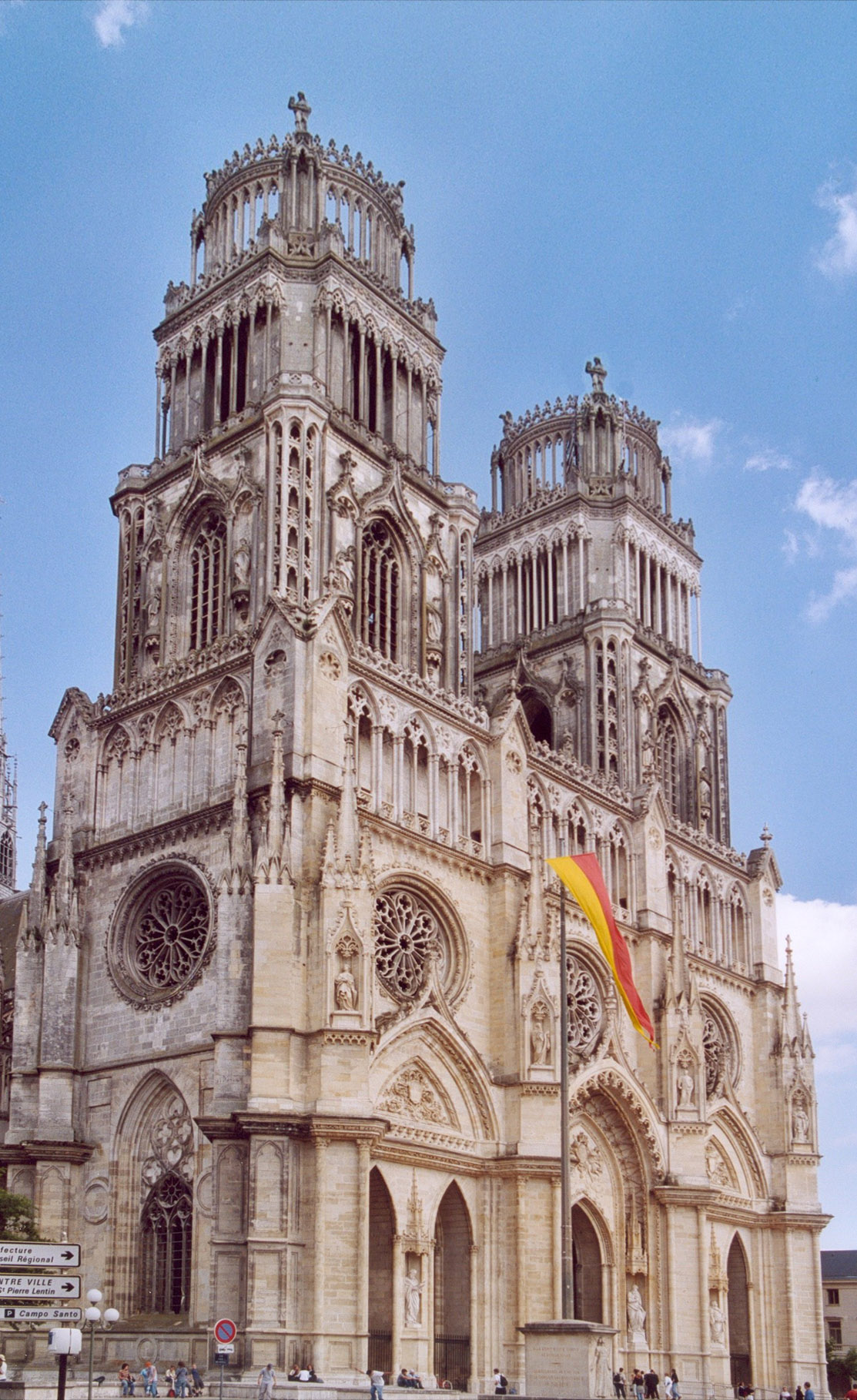
Les deux tours de la cathédrale d'Orléans, dont la construction s'est terminée au XIXe siècle.

Félix Dupanloup, un des prédicateurs les plus réputés de son temps, est sacré évêque d'Orléans le 9 décembre 1849 et relance l'activité du clergé. Il contribue au vote de la loi de 1850 sur l'enseignement qui favorise le développement des écoles catholiques.

### Second Empire (1852-1870)
Entre 1854 , la ville est frappée par une nouvelle épidémie de choléra ; en 1856 et 1866, par deux inondations. Le 8 mai 1855, elle inaugure la nouvelle statue équestre de Jeanne d'Arc.

### Troisième République (1870-1940)

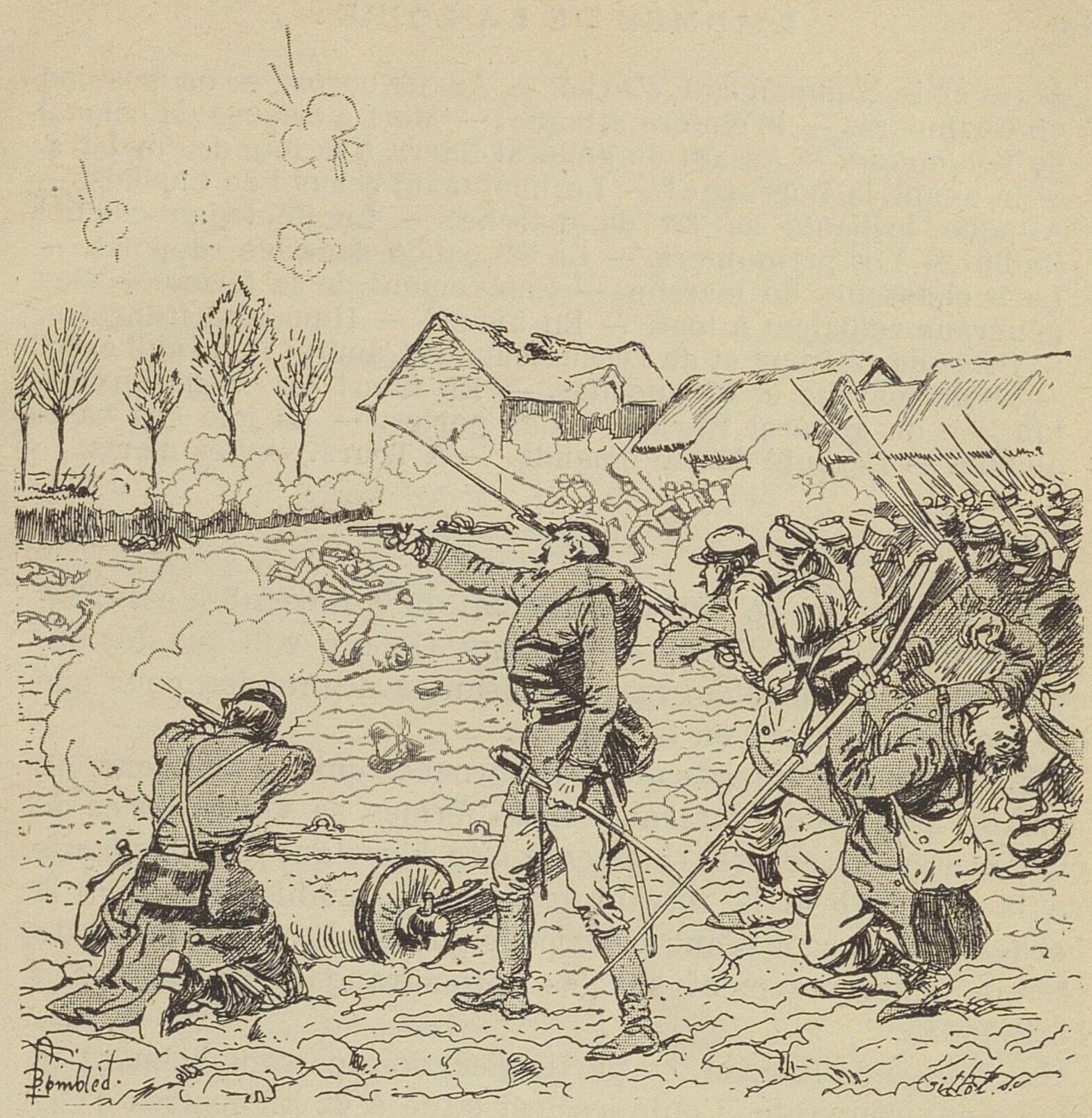
Assaut français lors de la bataille de Coulmiers (9 novembre 1870), dessin de Louis Bombled, 1893.

Pendant la guerre franco-allemande de 1870-1871, Orléans se trouve à l'avance extrême vers le sud des armées de la coalition allemande après leur victoire de Sedan et l'ouverture du siège de Paris. Orléans, cité non fortifiée et déclarée ville ouverte, change de mains plusieurs fois à la suite de batailles qui se déroulent à distance de l'agglomération. Elle est occupée une première fois par l'Armée bavaroise du 11 octobre au 10 novembre 1870 : la prise de la ville de Jeanne d'Arc a un grand retentissement dans l'opinion allemande qui pense que la France n'est plus digne de son héroïne. Les soldats bavarois campent sur la place du Martroi et soignent leurs nombreux blessés. Cette première occupation est relativement pacifique, les Bavarois catholiques étant jugés plus acceptables que les Prussiens protestants. L'armée de la Loire du gouvernement de la Défense nationale établi à Tours reprend la ville à l'issue de la bataille de Coulmiers (9 novembre 1870), unique victoire française de la guerre, mais elle retombe aux mains des Allemands, cette fois des Prussiens, après la bataille de Loigny (2 décembre 1870). La seconde occupation est plus dure que la première, l'hiver rigoureux et la faim se font sentir, mais peu d'incidents violents sont signalés. La cathédrale sert à enfermer plusieurs milliers de prisonniers de guerre français : un journaliste allemand décrit ces captifs comme des voyous, s'enivrant et chantant des chansons paillardes sous la nef, brûlant le mobilier pour se chauffer ; des habitantes viennent leur apporter à manger. L'évêque Dupanloup, lui, compare les Prussiens aux Huns d'Attila qui avaient assiégé Orléans en 451.
Les lois constitutionnelles approuvées, restent à élire les assemblées. En décembre 1875, l'Assemblée nationale désigne les 75 sénateurs inamovibles : Mgr Dupanloup est choisi de justesse, le 73e sur 75.
Après des élections sénatoriales du 30 janvier 1876, politiquement peu significatives[pourquoi ?], que remportent le républicain de centre gauche Antoine Dumesnil (maire et conseiller général de Puiseux) et le bonapartiste Louis Jahan, (président du conseil général du Loiret depuis 1868), ce sont les élections législatives de février-mars 1876 qui permettent de mieux situer les rapports dans l’arrondissement d’Orléans.
Entre 1877 et 1879, un cinquième des écoles publiques du département ont la totalité ou une partie de leur personnel qui font partie d'une communauté religieuse. L'adaptation aux lois Jules Ferry est longue, car le maire d'Orléans de l'époque (de 1878 à 1887) la veut « sage et progressive ». Elle s'accélère en 1887 avec l'arrivée à la mairie de Robineau-Pineau et de Fernand Rabier ; beaucoup d'écoles religieuses sont supprimées ou laïcisées. L'Église lance alors un appel à la souscription de soutien et de nombreuses écoles catholiques privées sont créées.
Plus généralement de 1881 à 1885 les modérés se maintiennent et l'année 1888 voit une percée radicale menée par Fernand Rabier.[pas clair]

## Les transformations urbaines

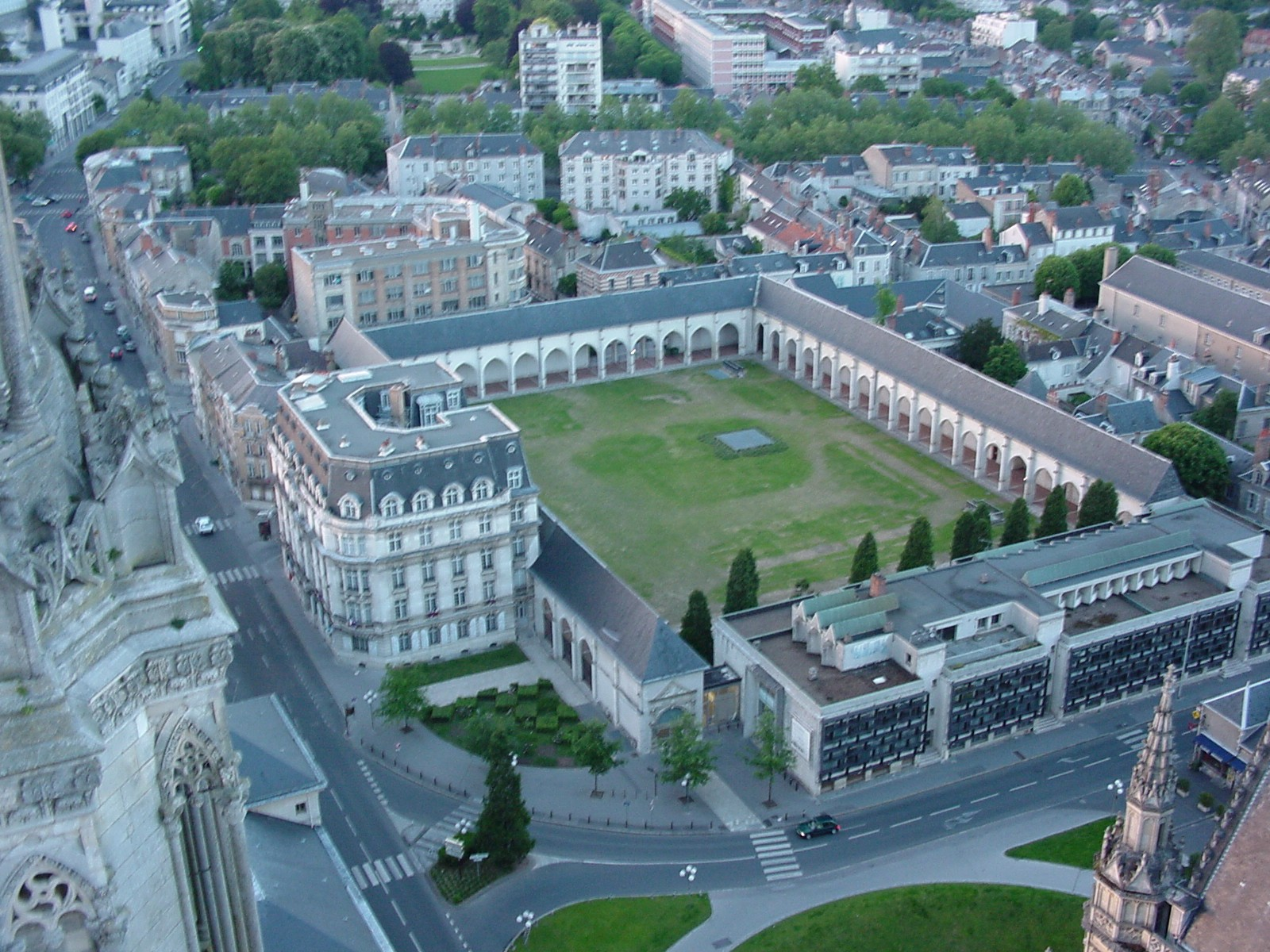
Le Campo Santo vu du ciel

La cité du XVIIe siècle a beaucoup évolué, s'étirant sur les axes principaux du centre-ville : la rue de la République, la rue Royale et la rue Jeanne-d'Arc).
Un réaménagement du quartier Châtelet a eu lieu de 1879 à 1892, ayant pour but de faciliter les circulations et d'augmenter les capacités d'accueil des différents marchés qui constituent l'identité majeure de ce secteur de la ville.
Le Campo Santo est alors une propriété de l’évêché et est transformé en cimetière aux alentours du XIIe siècle, il prend le nom de « Matroy aux corps ». Il a été pendant un temps un des seuls cimetières d'Orléans, d'où le nom de « grand cimetière ». En 1824, la halle aux blés est construite, puis prendra le nom de Halles Saint-Louis. Divers bâtiments seront construits sous les arcades. Peu à peu, la halle aux blés se transforme en salles des fêtes et en 1884, le bâtiment est rehaussé d'une charpente métallique vitrée.
La rue Jeanne-d'Arc commence place Sainte-Croix, finit rue Royale. L’idée première du percement de cette ville revient à Louis de Jarente de Sénas d'Orgeval, évêque d'Orléans. C'est en 1777 qu'il conçoit de faire une rue de « trente-six pieds » (environ à douze mètres) à partir de la rue des Hannequins, en face du portail de Sainte-Croix.

### La percée de la rue Jeanne-d'Arc

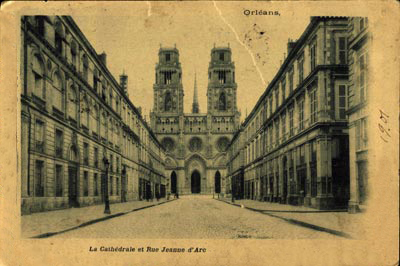
Rue Jeanne d' Arc donnant sur la cathédrale d'Orléans.

Le percement de la rue Royale en 1856 ayant attiré la circulation et le commerce, on pense aussitôt à ouvrir une nouvelle avenue dans l'axe de la façade de la cathédrale des Bourbons alors en construction pour remplacer la rue de Bourgogne devenue trop étroite. La Révolution diffère l'exécution du projet, et après une étude détaillée menée en 1811 le percement de la rue de Bourbon est déclaré d'utilité publique le 16 septembre 1825. Les travaux confiés à la Compagnie de la rue du prince royal en 1832 sont menés de 1836 à 1841. La rue Jeanne-d'Arc baptisée ainsi en 1840 est définitivement achevée en 1846.
Durant la Seconde Guerre mondiale, après les destructions de 1940, un prolongement de 55 mètres vers l'ouest, au-delà de la rue Royale, est réalisé à partir de 1941.
C'est la rue Jeanne-d'Arc qui représente la plus belle réalisation[non neutre] de l'urbanisme orléanais de la première moitié du XIXe siècle : elle est à la ville de Louis-Philippe ce que la rue Royale avait été à celle de Louis XV.

### La percée de la rue de la République

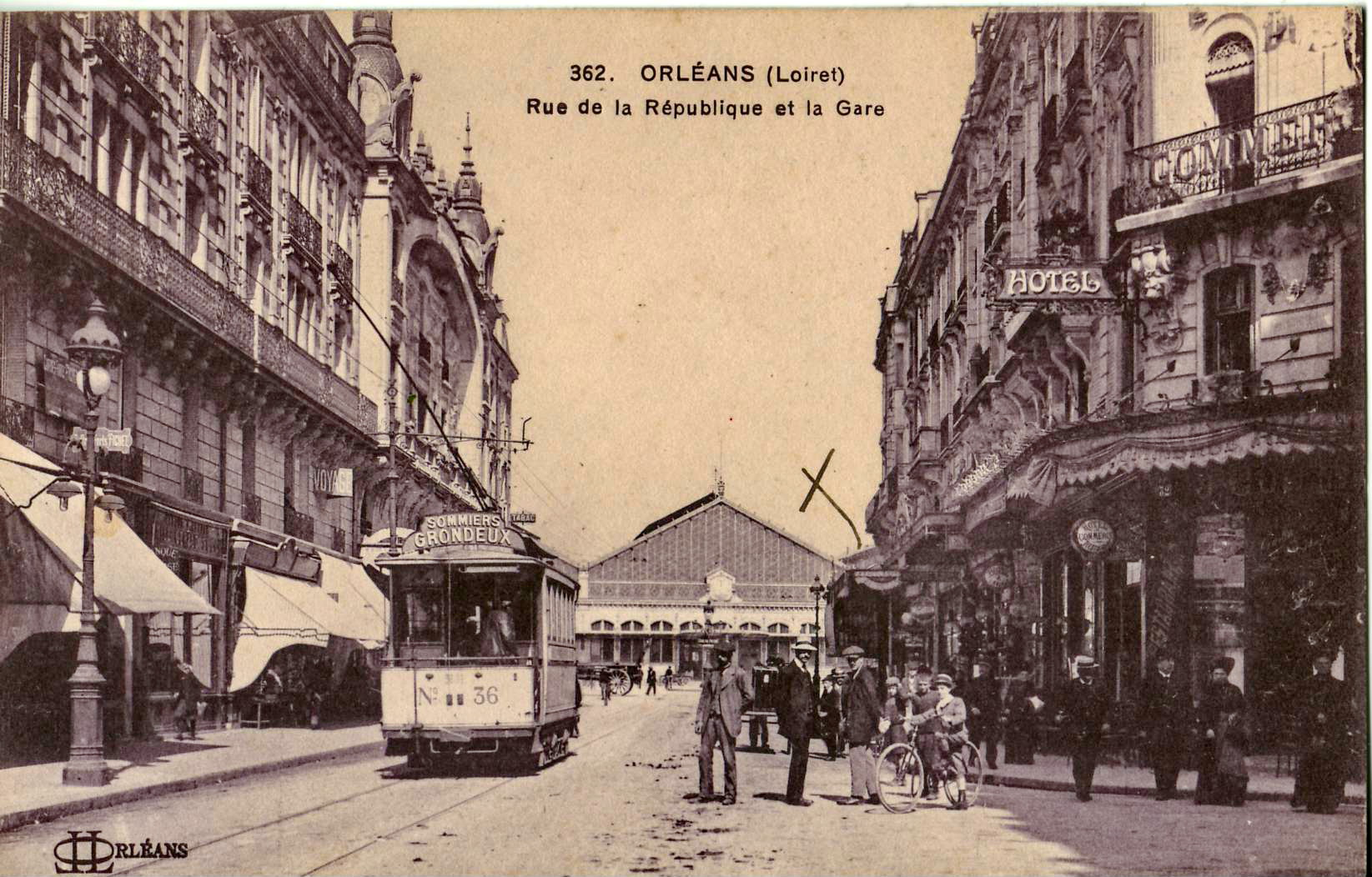
Rue de la République au début du XXe.

La rue de la République doit être aménagée pour faciliter la circulation. Le projet est approuvé en 1888 et consiste à réaménager un boulevard qui relie la gare d'Orléans à la place du Martroi et le marché central. La municipalité prépare quatre projets pour cela mais a une préférence pour le 4e projet. Cependant, ce projet n'est pas apprécié de tous, notamment au centre de conseil[pas clair] qui critique ce projet.

## L'économie et les transports à Orléans

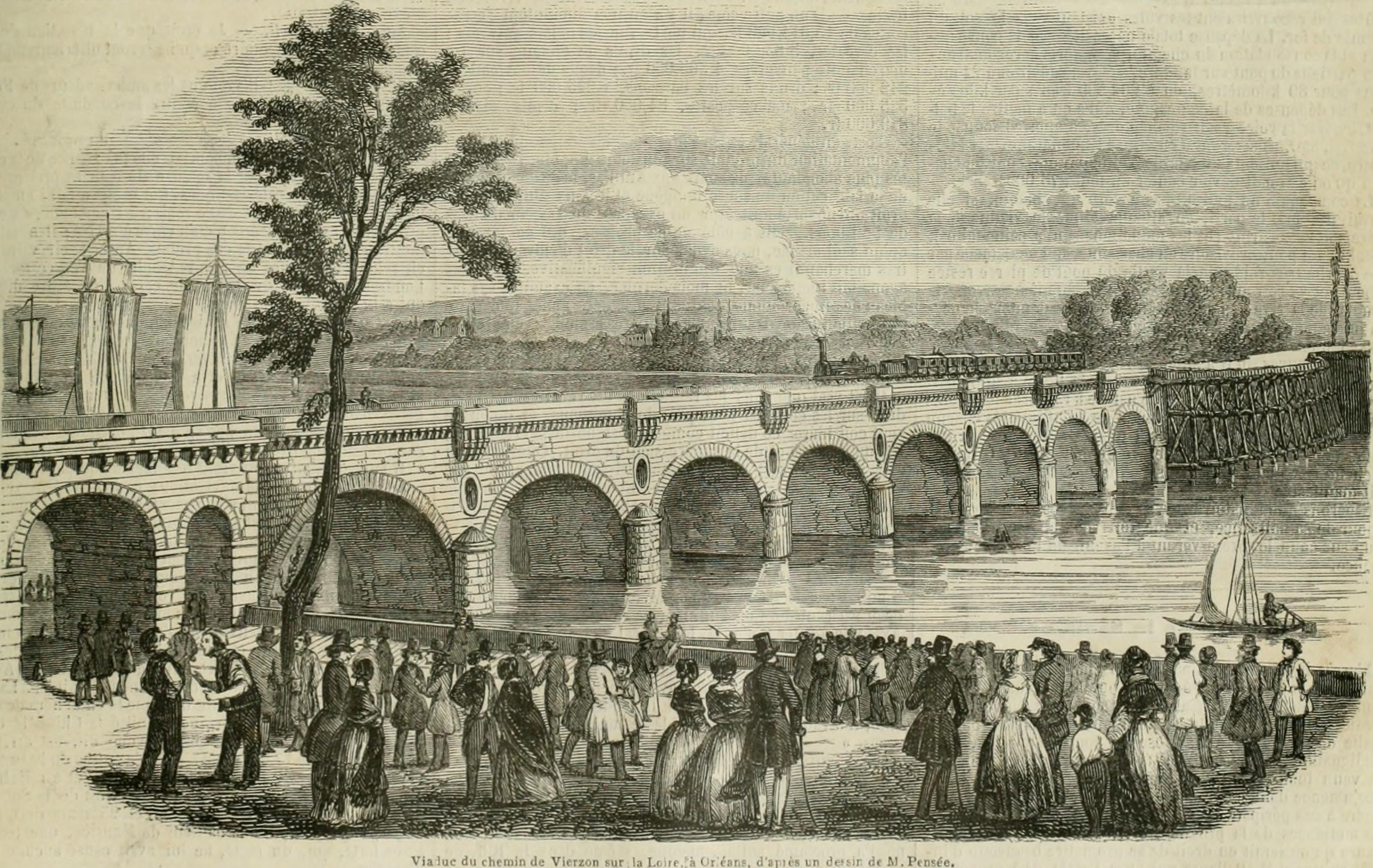
L'arrivée du chemin de fer à Orléans par le viaduc de Vierzon. L'Illustration, 1843.

En 1807 est créée la compagnie des canaux d'Orléans et du Loing qui administrera le canal d'Orléans jusqu'en 1860, contribuant au ravitaillement de Paris en blé et bois.
À l'époque de la monarchie parlementaire, deux traits dominent l'économique de la ville : sa soumission aux grands rythmes de la conjoncture générale et la grave crise de subsistance de 1817. Les premières années de la Première Restauration y sont difficiles, le marasme commercial hérité de l'effondrement du Premier Empire ne cesse pas immédiatement.
Les digues de la Loire, surélevées après la grande crue de novembre 1790, arrivent à contenir celles, d'importance comparable, de décembre 1825 mais elles sont débordées par l'inondation d'octobre 1846 ; deux arches du chemin de fer s'effondrent..
En 1842, le gouvernement décide de créer un véritable réseau ferroviaire qui est finalement lancé en 1846. La ligne de Paris à Orléans est  inaugurée le 2 mai 1843 par la Compagnie du chemin de fer de Paris à Orléans : le train parcourt en trois heures les 170 km depuis la gare d'Austerlitz ; pour son voyage inaugural, il transporte deux des fils du roi, le duc de Nemours et le duc de Montpensier. Il a fallu intriguer pour devancer un projet rival de création d'une ligne de Paris à Tours. La navigation ligérienne prend fin dans les trois mois qui suivent cette création, ainsi deux compagnies arrêtent leurs exploitations et entrainent la chute du trafic de marchandises. Le prix du transport de marchandises par bateau est moitié moins cher que celui par chemins de fer mais ces chemins de fer donnent la sécurité et la régularité que le fleuve n'a pas pu garantir à ses utilisateurs.
Sous la monarchie de Juillet, le département se dote d'un solide réseau de routes départementales. Les chemins vicinaux s'améliorent surtout sous le Second Empire. Le transport par voitures à chevaux, concurrencé par le chemin de fer, s'effondre entre 1844 et 1851.
Le chemin de fer permet  un développement accru des pépinières et des roseraies qui s'étendent sur une grande partie du canton d'Orléans : elles approvisionnent non seulement Paris mais accèdent à une renommée internationale.
Le machinisme agricole se développe lentement : en 1862, dans l'arrondissement d'Orléans, on compte 76 batteuses à énergie animale contre seulement 5 à vapeur.

## La société orléanaise
La société orléanaise à l'époque du suffrage censitaire demeure commandée par le même clivage fondamental que sous l'Ancien régime.
Avec la monarchie restaurée et le scrutin censitaire qu'elle met en place, cette distinction entre dominés et dominants reçoit une considération officielle : d'un côté ceux dont l'avis est sollicité, de l'autre les couches populaires, qui ne sont pas admises à s'exprimer. On peut voir que cela dans le monde des notables au corps électoral censitaire crée des nuances rien que sur les effectifs (4 à 5 % des hommes adultes sous la Restauration, et 8 à 9 % sous la monarchie de Juillet).[pas clair]
On peut aussi voir que des multiples similitudes entre la société d'Ancien régime et celle de la première moitié du XIXe ne s'arrêtent pas à la persistance de ces deux mondes.
Au milieu du XIXe siècle, on observe à Orléans une séparation très marquée entre les différentes classes sociales. Louis d'Illiers a décrit comment les descendants des vieilles familles orléanaises avaient réussi à faire la fortune de la ville. On a constaté un faible nombre de fonctionnaires à cette époque par rapport au nombre d'habitants : environ 30 fonctionnaires pour une population de 350 000 personnes. Les magistrats réduisent leur nombre de moitié au niveau des départements du Loiret, de Loir-et-Cher et d'Indre-et-Loire. Pour le corps judiciaire, on relève environ 20 avocats et leurs stagiaires, une douzaine d'avoués et une vingtaine d'huissiers. Jusqu'au début du XXe siècle, 500 élèves et une trentaine d'enseignants se partagent un seul lycée qui prépare au baccalauréat.
En 1867 est créée une école municipale professionnelle afin de former les employés et le personnel d'encadrement de la bourgeoisie. Elle deviendra plus tard l'école primaire supérieure et professionnelle Benjamin-Franklin. En 1886, un seul débouché s'ouvre aux filles en dehors des couvents place Sainte-Croix : une école primaire supérieure (EPS, à ne pas confondre avec la discipline scolaire). Ce n'est qu'en 1900 qu'est créé un cours secondaire, le projet accueille un grand succès et l'on crée par la suite un collège et un lycée du nom de Jeanne-d'Arc.
En 1874, Orléans devient une capitale militaire. La garnison d'Orléans est forte de trois à cinq régiments. En 1876, l'école d'artillerie du 5e corps est installée boulevard de la Motte-Sanguin.
Au XIXe siècle, on repère des similitudes entre la société de l'Ancien régime et celle du premier[Quoi ?] XIXe siècle. La société orléanaise a restauré la monarchie et met en place le scrutin censitaire, ceux dont l'avis est sollicité sont séparés des couches populaires qui ne sont pas admises à s'exprimer. On retrouve également les mêmes catégories sociales : la noblesse, qui continue de se démarquer par son genre de vie, sa fortune et sa culture, la haute bourgeoisie, le clergé et la moyenne bourgeoisie (les médecins, les hommes de loi et les artisans).

### Société et politique au temps des crinolines
Orléans a sa part dans la traditionnelle image du Second Empire, celle des troupiers et des crinolines. Défilés et revues animent cette ville de garnison. La foule se presse en 1859 pour admirer le 61e de ligne, de retour de la campagne d'Italie. Habillement exploitées par le régime, les victoires donnent lieu à des Te Deum chantés à la cathédrale, et les campagnes lointaines piquent la curiosité des Orléanais ; témoin le carnaval de 1864[pas clair]. La visite de Napoléon III et d'Eugénie de Montijo, qui passent le 10 mai 1868 quelques heures dans la ville - où ils assistent à un service à Sainte-Croix avant de se rendre à un concours agricole et à une exposition - connaît également un succès considérable puisque ce jour-là, plusieurs gentrifications de personnes[pas clair] se seraient déplacées à Orléans pour voir ; ou essayer de voir le couple impérial.

### La société archéologique d'Orléans
La société archéologique et historique de l'Orléanais est une société savante spécialisée dans l'histoire du territoire correspondant à l'ancienne province de l'Orléanais. Depuis 1882, elle se réunit dans l'ancienne bibliothèque de l'Université d'Orléans, communément appelée « Salle des Thèses ». C'est aussi là que se trouve son siège social. Son but est « la recherche, l'étude, la description et la conservation des antiquités et documents historiques concernant spécialement les départements du Loiret, de Loir-et-Cher et d'Eure-et-Loir, qui, avant 1790, formaient à peu près la généralité d'Orléans ».

## Les activités artistiques et culturelles
L'activité d'Orléans reste celle d'une ville moyenne de province dans les domaines des Lettres et des Arts.
Il y a trois sociétés savantes fondées entre 1809 et 1863 à Orléans. Ces sociétés permettent de se retrouver et de faire avancer la science. Elles se réunissent deux fois par mois, on écoute le procès-verbal de la réunion précédente, la lecture du courrier et on communique. Les sociétés savantes ont consigné l'histoire locale.

### Les Beaux-Arts
L'art le plus pratiqué à Orléans est la musique grâce à son prestigieux établissement l'institut musical fondé en 1834. Il continue aujourd'hui à donner trois concerts par an et de donner des cours de musique. La Société chorale, fondée en 1882 aide cet établissement. La Société des Concerts populaires créée en 1884 donne également trois concerts par an qui sont appréciés du public ou encore gentrification la musique du bataillon des Sapeurs-Pompiers (dont le chef est le délégué de l'Association des artistes musiciens), l'Union orphéonique d'Orléans (1888), le Quatuor orléanais (1889), le Comité orléanais des concerts de charités (1889) et la Société philharmonique d'Orléans (1894).
Deux à trois fois par an dans les principales artères de la ville, la foule afflue et les rues s'animent:
Les spectacles : Théâtre, spectacles lyriques, opérettes, les "Caf'conc"
Les fêtes Orléanaises se déroulent Place de la République, ou l'Ile Arrault, fête de Jeanne d'Arc
En 1887 le cirque apparait. Il a été placé place Bannier (puis place Gambetta) pendant la durée de la foire du mail. Le "Nouveau cirque" apparait, il reste tout le temps à la même place et n'est pas démonté.
Au XXe siècle, c'est la cinématographie qui commence à apparaître :
En 1908, le cinéma arrive à Orléans. "L'Alhambra" concentre un cinéma, des attractions, un music-hall. Elle est devenue la salle de spectacle la plus célèbre et la plus fréquentée d'Orléans en 1912.
Les Beaux Arts: musées de peinture et d'Histoire naturelle, les musées historiques
Loisirs : cafés, magasins, fêtes foraine, tourisme, sports
La Société des amateurs photographes du Loiret apparaît.
De nouveaux mouvements littéraires apparaissent tels que le Réalisme le Symbolisme, l'impressionnisme et le Scientisme (la peinture, la sculpture, le roman et le théâtre)
3 sociétés savantes sont fondées entre 1809 et 1863, dont les membres sont recrutés dans l'aristocratie ainsi que quelques fonctionnaires. Il faut aussi bénéficier d'un parrainage de 2 voire 3 des membres pour être élu.
Les fêtes orléanaises:
Le premier 14 juillet est célébré en 1880 : musique sur le boulevard et la place du Martroi (celles du 76e de ligne et de l'école d'artillerie) et un feu d'artifice est tiré à 9h sur la rive gauche de la Loire. Ensuite, c'est l'entrée solennelle de chaque nouveau général commandant le 5e corps, qui est un spectacle militaire hautement coloré et très prisé par le public.
La fête la plus importante est celle de Jeanne d'Arc, qui se déroule selon un rite identique durant plus d'un demi-siècle (itinéraire du cortège traditionnel du 8 mai).
En 1909 apparaissent deux innovations: la retraite aux flambeaux est organisée le soir du 29 avril à l'initiative du comité de bourgogne et commémore l'arrivée de Jeanne d'arc dans la ville.
Un hommage militaire se déroule le 8 mai pour donner du prestige à l'armée, place du Martroi. Les troupes de la garnison défilent de la rue Royale vers la rue de la République
L'abbé Edmond Desnoyers (1806-1902) est ordonné prêtre en 1829, nommé vicaire général en décembre 43, protonotaire apostolique en 1896. Fondateur de la Société archéologique d'Orléans en 1848 et directeur du musée historique qu'il a fortement contribué à enrichir.

### Représentations de Jeanne d'Arc

#### Le portrait deJeanne d'Arcd'après la "Jeanne des échevins".
L'iconographie de Jeanne jusqu'à la "révolution" de 1837, c'est-à-dire jusqu'à la statue de "Marie d'Orléans", découle de deux modèles. Le premier fut le monument de bronze élevé au XVIe siècle sur pont des Tourelles, avec Jeanne de profil, à genoux, tête nue et en armure. Le second, à la postérité abondante, a été la "Jeanne des échevins" du Musée Historique, une Judith germanique retouchée, en robe décolletée à taille haute, un béret à cinq plumes sur la tête, aux rubans noués sous le menton, l'épée pointe en l'air (geste de la Justice rendue) à la main droite et un "mouchoir" pendant pesamment de la main gauche (il s'agit sans doute dans un prototype non johannique du poids de la tête d'Holopherne).
Le portrait des échevins éludait largement l'aspect guerrier, en dépit de l'arme dont les épigones d'un peintre inconnu chargèrent d'ailleurs parfois la main gauche ! Il niait le scandale du costume masculin. C'est de la postérité de cette étrange image de guerrière en costume de cour qu'il sera désormais question ici, tant elle fut popularisée par des séries de gravures.
La féminité hardie qui se dégageait de la tête au béret, prise isolément, a tenté les imitateurs. Une des premières représentations modernes est la mutation révolutionnaire gravée par Voyer à la fin du XVIIIe siècle : les cheveux se frisent sur le front, le béret devient bonnet, les plumes se recourbent telle la pointe de la coiffure phrygienne, la robe aux manches à crevés fait place aux plis de la tunique antique, découvrant des bras nus. L'épée est remise à un fourreau invisible accroché à un baudrier qui fait valoir une fière poitrine. De circonstance, cette Jeanne de Thermidor n'aura pas de postérité.